# Zelený marketing
Zelený marketing je také nazýván jako environmentální, ekologický nebo green marketing. Tento pojem je chápán jako propagace nebo reklama výrobků či služeb s environmentálními charakteristikami, ale má i širší význam. Jako zelený marketing označujeme také druh marketingu založený na principech tradičního marketingu, ale je zaměřen na ekologické výrobky. Zelený marketing zahrnuje také myšlenky, metody a procesy, které umožňují naplňování cílů podniku. Hnací silou je zde poptávka spotřebitelů, tzv. „zelená potřeba“. Ta vede firmu k ochraně životního prostředí a efektivnímu využití přírodních zdrojů. Na tuto potřebu se také vážou další činnosti a aktivity, které souvisejí s úpravou výrobku, změnami ve výrobním procesu, změnami v balení, distribučním procesu nebo při prodeji a recyklaci výrobků, ale i změnami celé firemní komunikační strategie.

## Historie vzniku
Kořeny zeleného marketingu sahají až do období 70. let 20. století, kdy jeho vznik úzce souvisel s rostoucí vlnou obav o stav životního prostředí v důsledku extrémní průmyslové výroby v problematických odvětvích. Už v roce 1975 se konal první seminář na téma „ekologický marketing“ uspořádaný Americkou marketingovou asociací AMA. Seminář AMA se pokusil spojit odborníky z více oblastí, aby přezkoumali dopad ekologicky orientovaného marketingu na životní prostředí. Na tomto semináři byl ekologický marketing definován jako studium pozitivních a negativních aspektů marketingových aktivit na znečištění, spotřebu energie a spotřebu neenergetických zdrojů. Od té doby prošel koncept zeleného marketingu rozsáhlým vývojem a dodnes je především odpovědí na aktuální environmentální hnutí, zaměření na uspokojování vznikajících potřeb spotřebitelů a hledání příležitostí k efektivnímu zpracování ekologických principů do marketingových činností.

V posledních letech se význačnost otázek životního prostředí značně zvýšila. Velmi silným impulsem byl Den země a s ním spojené aktivity v dubnu 1990 v USA. Tato událost vyústila v explozi produktů a marketingových programů, jež jsou ekologicky neškodné. Firmy se pak snažily využít zvýšené citlivosti spotřebitelů vůči otázkám životního prostředí.

## Společenská odpovědnost podniků
Se zeleným marketingem úzce souvisí společenská zodpovědnost firem. Společenská zodpovědnost firmy a etika v marketingovém ponětí představuje hlavní úlohu tehdy, kdy zákazníci začnou projevovat o tato témata zájem. V případě zeleného marketingu tak jde o reakci na větší zájem o dopady na životní prostředí, technologické hrozby a rizika, pociťovaná neúčinnost používaných politických, právních, ekonomických a etických nástrojů k zamezení globálních změn, nedostatečná ochrana jednotlivých složek životního prostředí, vysoká surovinová náročnost, nevyvážený rozvoj osídlených oblastí, nízké vzdělání obyvatel v oblasti ekologie.
Zelený marketing je stejně jako společenská zodpovědnost firem hlavním cílem globálního konceptu etického kodexu vytvořeného iniciativou Global Compact, který prosazuje na celém světě devět základních principů podnikání:
- Respekt ochrany základních lidských práv
- Snaha zamezit jejich porušování
- Svoboda sdružování a právo na kolektivní vyjednávání
- Eliminace nucené práce
- Zrušení dětské práce
- Nulová diskriminace v zaměstnání
- Podpora ochrany životního prostředí
- Podpora iniciativy propagujících odpovědný přístup k životnímu prostředí
- Podpora vývoje a šíření technologií ohleduplných k životnímu prostředí

Společenská odpovědnost se snaží k posunu jednostranného záměru společností a to směrem od zisku, tzv. „profit only“ k širšímu pohledu, tzv. „3P“ – People, Planet, Profit.

## Mix zeleného marketingu
Environmentální politiku v organizaci znázorňuje následující schéma ekologicky orientovaného marketingového mixu, který provází výrobek, respektive službu „od kolébky až do hrobu“.
Ekologicky orientovaný marketingový mix obsahuje:

### Komunikační politika
- Zvyšování povědomí o ekologických problémech
- Informace o výrobcích a technologiích šetrných k ŽP
- Environmentálně orientovaná podpora prodeje
- Dialog se zájmovými skupinami (rizikový dialog)
- Ekologicky vztažené akce veřejné správy

### Distribuční politika
- Zajištění zpětného toku starých výrobků prostřednictvím odbytového kanálu
- Vybudování odbytové organizace, která je šetrná ke zdrojům
- Logistické koncepty v souladu s ochranou ŽP

### Smluvní politika
- Ekologicky orientovaná cenová diferenciace
- Respektování vyčerpatelnosti zdrojů a environmentální zátěže v cenových kalkulacích
- Motivace k vrácení použitých výrobků
- Smíšená kalkulace ve prospěch výrobků příznivých pro ŽP

### Politika výrobku
- Minimalizace environmentální zátěže indukované vyrobenými produkty
- Substituce neobnovitelných zdrojů
- Zajištění používání výrobku v souladu s ochranou ŽP prostřednictvím zákaznické služby[4][5]

## Označování výrobků
V zeleném marketingu se vyskytuje informační asymetrie. Ekologické vlastnosti výrobků není možné pozorovat před, během ani po spotřebě. Jednou z možností jak spotřebitele informovat o vlastnostech produktu ve vztahu k ekologie je umístění značky na obalu. Některé z těchto značek jsou povinné, uvedení jiných je dobrovolné. Problematická je důvěryhodnost označení, způsoby a možnosti ověření uvedených informací spotřebitelem, u kterých tak vznikají pochybnosti o pravdivosti tvrzení a problém také tvoří velké množství označení, které působí nepřehlednost v jejich významu a důležitosti.
Navíc například označování čisticích prostředků za zelené nemusí znamenat, že jde o prostředky ekologické.

## Překážky zeleného marketingu
Společnost se může potýkat při zavedení ekologického marketingu s několika překážkami:
- Příliš velké vystavení a nedostatek důvěry. Jedná se o skutečnost, že se do ekologických aktivit zapojilo mnoho společností. Veřejnost tak začala být skeptická vůči jejich platnosti. Mnoho spotřebitelů pak tvrzení o ekologičnosti odsoudili jako chytré manévry.
- Spotřebitelské chování. Existuje několik výzkumů, které zjistily, že spotřebitelé nejsou ochotni zaplatit více nebo se vzdát něčeho navíc, při koupi ekologicky přijatelného produktu. Výzkumy pak ukazují, že ekologický apel je účinnější v konkrétním segmentu trhu.
- Nedostatečná implementace. Společnosti jsou často ve svých propagačních činnostech nepřesvědčivé. Hlavním problémem je, že firmy zapomínají zdůraznit spotřebiteli, co pro něj nese hodnotu a nepodařilo se jim propojit, co dělá společnost pro životní prostředí a jak ovlivnila individuální spotřebitele.[2]

## Postoj firem k zelenému marketingu
Podle průzkumu začínají na životní prostředí brát ohled i firmy, které byly jeho znečišťovateli, což má pozitivní přínos pro celou společnost. Podle manažerů firem je zelená komunikace důležitá při komunikaci se zákazníky a v budoucnu bude jeho důležitost ještě významnější.
Tři z pěti manažerů je přesvědčeno, že zákazník není ochotný si za ekologicky šetrný výrobek připlatit. Přesto ¾ z nich považuje zelený marketing za nezbytnost a více než polovina z nich považuje značku vybudovanou na ekologických principech jako potenciálně úspěšnou. Je tak s podivem, že pouhá čtvrtina firem oslovených v průzkumu používá na svých výrobcích označení „eko“ a to i přes to, že téměř polovina z nich vnímá zelený marketing jako investici do své image.
Zelený marketing se tak stal spíše módou, nebo pózou, která nemá za úkol primárně zlepšit produkt, ale zvýšit cenu akcií pomocí dobré image firmy.
Objevil se tak také obrat greenwashing označující praktiky, při kterých firmy úmyslně, nebo neúmyslně používají klamné a zavádějící tvrzení o ekologických vlastnostech jejích výrobků, které uvádějí zákazníka v omyl.

Mezi značky, které jsou nejvíce spojeny s ekologickým přístupem patří podle průzkumu IKEA, ČEZ a Škoda Auto, následované Vodafone, Amway, Toyota a OZO Ostrava.
Dle dalších průzkumů 71% firem působících v ČR má dlouhodobou strategii v oblasti udržitelného rozvoje, pro 91% respondentů je to také vysoce aktuální téma. Do budoucna je možné říci, že díky narůstajícím ekologickým problémům bude green marketing dále nabývat na důležitosti. V budoucnu by však neměl být pouze jednou ze součástí, ale měl by být integrován do samotné podstaty společností.

## Zelený marketing v automobilovém průmyslu
Provoz automobilů je z hlediska ochrany životního prostředí velice diskutovaným tématem. Nepříznivý vliv na životní prostředí mají zejména emise oxidu uhlíku a dusíku. Snahu regulovat negativní dopad mají jak vlády, tak i různé vládní i nevládní organizace a to zejména prostřednictvím ekologických daní, emisními normami a propagací šetrnějších ale také levnějších variant pohonu.
Příkladem inovací v českém automobilovém průmyslu je Škoda Auto sídlící v Mladé Boleslavi. Ta vyvinula sériovou řadu s označením GreenLine, která se vyznačuje ekologičností provozu a klade na ní největší důraz. Do sériové řady GreenLine, patří všechny stěžejní a nejvíce prodávané modely automobilky, kterými jsou Škoda Superb, Škoda Octavia i Škoda Fabia. Ty se primárně orientují na snížení spotřeby paliva, emisí CO2 a snížení hlukové zátěže z motoru a výfukového potrubí.

Mezi aktivní prvky ochrany životního prostředí patří v automobilech škoda nejmodernější technologie, jako jsou Start-stop systém, který zamezuje chodu motoru naprázdno a jeho činností je možno ušetřit až 0,9 l/100 km při jízdě po městě. Další inovací je schopnost rekuperace brzdné energie, která pomocí inteligentního alternátoru ukládá vytvořenou tepelnou energii, která se vytváří při brzdění a je jinak zbytečně vyzařována do okolí. Tento alternátor energii následně využívá pro snížení zátěže motoru, což vede ke snížení spotřeby paliva a emisí. Podobných efektů má za úkol dosáhnout technologie doporučení zařazení rychlostního stupně, která zvyšuje maximální efekt ekologické jízdy tím, že řidiči radí, kdy, resp. v jakých otáčkách motoru je nejlepší zařadit daný rychlostní stupeň. Nedílnou součástí těchto inovativních změn jsou také vylepšená aerodynamika automobilů, zlepšující odpor vzduchu při jízdě, a dále použití pneumatik s nízkým valivým odporem.

Napříč světovým automobilovým trhem si také můžeme všimnout použití alternativních, hybridních pohonných jednotek, elektromotorů, u kterých dochází nejen k soustavnému zvyšování výkonu, ale také dojezdové délky automobilů, ve kterých jsou tyto jednotky použity. Za světové představitele využití elektromotorů v automobilovém průmyslu můžeme považovat například společnost Tesla nebo Fisker Karma.